# Dacus feijeni
Dacus feijeni är en tvåvingeart som beskrevs av White 1998. Dacus feijeni ingår i släktet Dacus och familjen borrflugor. Inga underarter finns listade i Catalogue of Life.